# Liste der Kulturdenkmäler im Hamburger Bezirk Harburg
Dies ist eine veraltete Liste. Maßgeblich sind die Listen der Kulturdenkmäler in Hamburg nach dem Hamburger Denkmalschutzgesetz vom 5. April 2013, die wegen ihrer Größe nach Stadtteilen aufgeteilt sind.
Die folgende Liste enthält die in der Denkmalliste ausgewiesenen Denkmäler auf dem Gebiet der Freien und Hansestadt Hamburg, Bezirk Harburg.
Hinweis: Die Reihenfolge der Denkmäler in dieser Liste orientiert sich an den Stadtteilen und ist alternativ nach Denkmallistennummer, Straße oder Beschreibung sortierbar.
Basis ist die Denkmalliste (Stand: 21. November 2012) des Denkmalschutzamtes Hamburg. Diese enthält alle Objekte, die rechtskräftig nach dem Hamburger Denkmalschutzgesetz unter Denkmalschutz stehen (§ 5 DSchG HA) oder zumindest zeitweise standen. Darüber hinaus führt das Denkmalschutzamt eine noch umfangreichere Liste der erkannten Denkmäler (§ 7 a DSchG HA) mit den als schutzwürdig erkannten Objekten, für die das Gesetz bereits Auflagen bei Veränderungen bis zu einer möglichen Unterschutzstellung vorsieht.

| lfd. Nr. | Adresse | Kurzbeschreibung | Eintragung | Löschung   | Stadtteil                                                  | Bild       |
| -------- | --- | --- | ---------- | ---------- | ---------------------------------------------------------- | ---------- |
| 199      | Am Altenwerder Kirchtal, Altenwerder Hauptstraße (vorher Altenwerder Querweg, Kirchdorfweg)                                                             | die evangelisch-lutherische St.-Gertrud-Kirche in Hamburg-Altenwerder | 04.06.1941 |            | Altenwerder                                                |            |
| 1482     | Kirchenhang 48 | ca. 1840 erbautes bäuerliches Wohnhaus (vor Sanierung abgebrannt, späterer Wiederaufbau in Anlehnung an das alte Haus) | 30.08.2005 | 31.03.2009 | Eißendorf                                                  |            |
| 361      | Hohenwischer Straße 277 (ehemals Francop 8) | Altländer Bauernhaus mit besonders schönem Schmuckgiebel und Reetdach aus der zweiten Hälfte des 18. Jahrhunderts | 18.09.1947 |            | Francop                                                    |            |
| 771      | Hohenwischer Straße 215 | ehemaliges Hufnerhaus mit Reetdach | 04.11.1985 |            | Francop                                                    |            |
| 196      | Neue Straße 44 | Portal und Westfront der 1944 kriegszerstörten evangelisch-lutherischen Dreifaltigkeitskirche in Harburg von 1650/52 (s. a. lfd. Nr. 1236) | 04.06.1941 |            | Harburg                                                    |            |
| 197      | Hermann-Maul-Straße 1, 5, Neue Straße 44 | die Umgebung der Ruine der Dreifaltigkeitskirche von 1650/52, wie in der Denkmalliste kartiert | 04.06.1941 |            | Harburg                                                    |            |
| 202      | Schloßstraße 4 (Harburg) | Alter Ratskeller in Harburg | 04.06.1941 | 18.09.1947 | Harburg                                                    |            |
| 203      | Neue Straße 50 | Gebäude | 04.06.1941 | 18.09.1947 | Harburg                                                    |            |
| 204      | Neue Straße 53 | Gebäude Parzelle Nr. 208/40 | 04.06.1941 | 18.09.1947 | Harburg                                                    |            |
| 205      | Neue Straße 47 | um 1630 entstandenes Fachwerkgiebelhaus | 04.06.1941 |            | Harburg                                                    |            |
| 206      | Harburger Schloßstraße 5 (früher Nummer 27) | Fachwerkhaus, Fassade. Zweigeschossiges, vierachsiges Fachwerkgiebelhaus um 1750. In 1975 Abtragung des Hauses und Wiederaufbau mit straßenseitigen Fachwerk-Außenwandflächen. Hinweis: Als Umgebung der Baudenkmäler Harburger Schloßstraße 5 und Harburger Schloßstraße 13 wurden die Fachwerkhäuser Harburger Schloßstraße 7 unter der Nummer 207 und Harburger Schloßstraße 9 unter der Nummer 208 ebenfalls am 4. Juni 1941 in die Denkmalliste eingetragen. | 04.06.1941 |            | Harburg                                                    | s. Nr. 209 |
| 207      | Harburger Schloßstraße 7 (früher 28) | das Gebäude Harburger Schloßstraße 7 (siehe auch lfd. Nr. 920!)in Hamburg-Harburg, als Umgebung der benachbarten Baudenkmäler, Harburger Schloßstraße 5 und 13 | 04.06.1941 |            | Harburg                                                    | s. Nr. 209 |
| 208      | Harburger Schloßstraße 9 (früher Nummer 29) | das Gebäude Harburger Schloßstraße 9 in Hamburg-Harburg, als Umgebung der benachbarten Baudenkmäler, Harburger Schloßstraße 5 und 13. Zweigeschossiges achtachsiges Fachwerk-Traufenhaus mit Doppelständern und Balkenkopfverbretterung. Ende des 18. Jahrhunderts. In Dachmitte Dreieckfrontispitz, rechts Vollwalm | 04.06.1941 |            | Harburg                                                    | s. Nr. 209 |
| 209      | Harburger Schloßstraße 13 (früher Nummer 31) | zweigeschossiges, fünfachsiges Fachwerkgiebelhaus um 1770. Sämtliche Geschosse mit Doppelständern auf Doppelstichbalken vorgekragt. Zwischen den Balkenköpfen wulstförmige Ziegelausmauerung, dem Profil der Stichbalkenköpfe angepasst. Durchlaufende Windfeder mit Giebelspieß. Barocke zweiflügelige Haustür mit knöchelförmig besproßtem Oberlicht und geschweiften Füllungen. Die untere, überschobene Füllung mit profilierter Deckleiste, die obere eingestimmte Füllung mit profilierter Umrahmung und Abdeckleiste, die sich gegen die Schlagleiste zur Volute aufrollt. Messing-Türschild und -Griff in Rokokoform. Hinweis: Als Umgebung der Baudenkmäler Harburger Schloßstraße 5 und Harburger Schloßstraße 13 wurden die Fachwerkhäuser Harburger Schloßstraße 7 unter der Nummer 207 und Harburger Schloßstraße 9 unter der Nummer 208 ebenfalls am 4. Juni 1941 in die Denkmalliste eingetragen. | 04.06.1941 |            | Harburg                                                    |            |
| 210      | Lämmertwiete 9 | Fachwerkhaus, erbaut 1683 | 04.06.1941 |            | Harburg                                                    |            |
| 211      | Lämmertwiete 12 | Gebäude, bereits 1967 abgebrochen | 04.06.1941 | 06.04.1988 | Harburg                                                    |            |
| 212      | Lämmertwiete 10 | Fachwerkhaus aus dem 16. Jahrhundert | 04.06.1941 |            | Harburg                                                    |            |
| 213      | Lämmertwiete 6 | Fachwerkhaus aus dem 16. Jahrhundert | 04.06.1941 |            | Harburg                                                    |            |
| 214      | Lämmertwiete 4 | Fachwerkgebäude als Umgebung der benachbarten Baudenkmäler Lämmertwiete 6, 9 und 10 (sowie 12 inzwischen abgebrochen) 1978 abgebrochen und wiederaufgebaut (Schlußabnahme 13. Februar 1989). | 04.06.1941 |            | Harburg                                                    |            |
| 215      | Kleiner Schippsee 11 | Gebäude | 04.06.1941 | 18.09.1947 | Harburg                                                    |            |
| 216      | Lämmertwiete 14 (ehemals Kleiner Schippsee 16) | ehemaliges Fachwerk-Bürgerhaus aus dem 17. Jahrhundert. 1969 abgetragen, Holzbalken zur Wiederverwendung von der Freien und Hansestadt übernommen, zur Zeit eingelagert in der Restaurierungswerkstatt des Denkmalschutzamtes, Billwerder Billdeich gegenüber Nummer 72 | 04.06.1941 |            | Harburg                                                    |            |
| 217      | Schwarzenbergstraße, Helmsweg | Alter Soldatenfriedhof auf dem Schwarzenberg in Harburg, Friedhof der Harburger Garnisongemeinde für Militär- und Zivilpersonen mit ca. 20 bemerkenswerten Grabgewölben und Grabmalen aus der Zeit des Dreißigjährigen Krieges und des 18. Jahrhunderts | 04.06.1941 |            | Harburg                                                    |            |
| 338      | Bauhofstraße 8 (Harburger Schloß) | das frühere Harburger Schloß mit sogenanntem Landrathaus, Zehntenscheune und Kapellenreste (siehe auch lfd. Nr. 386, 865 + 1244) | 12.06.1944 | 17.05.1950 | Harburg                                                    |            |
| 383      | Neue Straße 59 | um 1780 erbautes Fachwerkhaus, ehemaliges Amtsgerichtsgebäude | 17.05.1950 |            | Harburg                                                    |            |
| 386      | Bauhofstraße 8 a | gewölbte Eingangshalle und Treppenhaus im ehemaligen Harburger Schloß, 1972/73 abgebrochen (siehe auch lfd. Nr. 338, 865 + 1244) | 22.12.1950 | 06.04.1988 | Harburg                                                    |            |
| 403      | Schloßmühlendamm 29 (ehemals 21), Ecke Lämmertwiete | Fachwerkhaus | 19.12.1952 |            | Harburg                                                    |            |
| 427      | Weg an der Gemarkung Rosengarten (vorher Falkenbergsweg im Naturschutzgebiet)                                                                           | Grenzstein von 1750 im Neugrabener Holz für die Grenze Amt Harburg: Moisburg | 12.01.1956 |            | Harburg                                                    |            |
| 495      | Knoopstraße 14 | Sandstein-Portal von 1733 aus dem zerstörten Gebäude Harburger Schloßstraße 3 („Alter Ratskeller“), jetzt am Archäologischen Museum Hamburg, Harburg | 04.09.1961 |            | Harburg                                                    |            |
| 520      | Schloßmühlendamm 25 | das 1862 erbaute Gebäude (Ratsapotheke) und zwei gusseiserne Löwen seitlich des Haupteinganges | 17.08.1972 |            | Harburg                                                    |            |
| 612      | Mergellstraße 12 | Bestandteil der Gebäudegruppe von Siedlungsbauten der 1920er Jahre Mergellstraße 820, Hirschfeldstraße 10–12, Barlachstraße 24 | 21.01.1981 |            | Harburg                                                    |            |
| 612      | Mergellstraße 10, 14–20 | Bestandteil der Gebäudegruppe von Siedlungsbauten der 1920er Jahre Mergellstraße 820, Hirschfeldstraße 10–12, Barlachstraße 24 | 01.12.1982 |            | Harburg                                                    |            |
| 612      | Hirschfeldstraße 12 | Bestandteil der Gebäudegruppe von Siedlungsbauten der 1920er Jahre Mergellstraße 820, Hirschfeldstraße 10–12, Barlachstraße 24 | 09.05.1984 |            | Harburg                                                    |            |
| 635      | Julius-Ludowieg-Straße 18, Am Centrumshaus 1–9 | Gebäudegruppe von Siedlungsbauten der 1920er Jahre | 18.09.1981 |            | Harburg                                                    |            |
| 661      | Hastedtstraße 34–48, Mergellstraße 1–19, Hirschfeldstraße 2–8                                                                                           | Gesamtanlage, bestehend aus den Siedlungsbauten der 1920er Jahre mit dem Innenhof und den Vorgärten | 29.09.1982 |            | Harburg                                                    |            |
| 739      | Schorchtstraße 42–50 | Gebäudegruppe aus der Mitte des 19. Jahrhunderts | 23.11.1984 |            | Harburg                                                    |            |
| 741      | Bremer Straße, Brunsstraße, Harmsstraße, Maretstraße | „Alter Friedhof Harburg“ als Gesamtanlage | 03.12.1984 |            | Harburg                                                    |            |
| 761      | Kasernenstraße 10 | ehemalige Polizeirevierwache von 1908/09 | 14.06.1985 |            | Harburg                                                    |            |
| 766      | Bremer Straße 18, Vordergebäude | ehemaliges Stadtbad, 1929 nach dem Entwurf von Carl Lembke errichtet, 1985 Umbau vom Bad zum Bürogebäude | 30.09.1985 |            | Harburg                                                    |            |
| 842      | Karnapp 5 | giebelständiges Fachwerkhaus aus der zweiten Hälfte des 17. Jahrhunderts | 20.08.1987 |            | Harburg                                                    |            |
| 865      | Bauhofstraße 8 | Mietwohnhaus mit Resten der ehemaligen Horeburg aus dem 15. Jahrhundert, mehrfach umgebaut. Hinweis: Der archäologische Kernbereich des Harburger Schlosses wurde am 20. März 2000 unter der Nummer 1244 in die Denkmalliste eingetragen (siehe auch gelöschte lfd. Nr. 338 + 386). | 06.04.1988 |            | Harburg                                                    |            |
| 908      | Lassallestraße 40 und 42 | Gebäudegruppe, zwischen 1888 und 1896 errichtet; Beispiel einer typischen Arbeiterwohn- und Eckhausbebauung | 19.09.1989 |            | Harburg                                                    |            |
| 920      | Harburger Schloßstraße 7 (früher 28) | 1742/43 errichtetes ehemaliges Gasthaus „Goldener Engel“ als eigenständiges Kulturdenkmal; die Eintragung vom 4. Juni 1941 des Gebäudes als Umgebung der benachbarten Baudenkmäler Harburger Schloßstraße 5 und 13 unter der Denkmallisten-Nummer 207 wurde unter der Nummer 920 zusammengefasst | 30.01.1990 |            | Harburg                                                    | s. Nr. 209 |
| 951      | Alte Harburger Elbbrücke | technisches Kulturdenkmal, erbaut 1897/99, bestehend aus einer eisernen Brückenkonstruktion von vier Bögen und zwei Brückentoren aus Sandsteinquadern mit dem Harburger und Wilhelmsburger Wappen in Mosaiktechnik (Portalbrücke) | 20.12.1990 |            | Harburg (Nordhälfte zu Wilhelmsburg)                       |            |
| 973      | Buxtehuder Straße 35 | Villa von 1896/97, errichtet nach Plänen von Walter Martens für Henry Steinle | 24.09.1991 |            | Harburg                                                    |            |
| 984      | Schellerdamm 2 | ehemalige Produktionsstätte der Harburger Mühlenbetriebe als Gesamtanlage (umgebaut zum Fleethaus) | 10.12.1991 |            | Harburg                                                    |            |
| 1040     | Schellerdamm 4 | Baudenkmal, bestehend aus dem ehemaligen Kaufmannshaus an der Straße und wasserseitigem Speicher von ca. 1850 mit späteren Umbauten sowie dem Verbindungsbau von ca. 1930 anstelle des früheren Innenhofes | 10.05.1994 |            | Harburg                                                    |            |
| 1079     | Schellerdamm 2 a, (vorher nördlich von Nummer 4) | Mitte des 19. Jahrhunderts errichtete Gesamtanlage, bestehend aus dem Vorderhaus und dem Speicher | 25.03.1996 |            | Harburg                                                    |            |
| 1159     | Harburger Schloßstraße 43 | Gesamtanlage, bestehend aus dem um 1850 errichteten Wohnhaus mit Einfriedung und Toren 72 | 04.02.1998 |            | Harburg                                                    |            |
| 1205     | Schellerdamm 19, 21 | Güterhalle und Verwaltungsgebäude des ehemaligen Bahnhofs Harburg als Ensemble | 03.11.1998 |            | Harburg                                                    |            |
| 1229     | Nartenstraße 12 | Ensemble New-York-Hamburger-Gummiwaaren-Compagnie, zwischen 1866 und 1912 entstandener Komplex als eindrucksvolles Beispiel für Fabrikarchitektur | 30.07.1999 |            | Harburg                                                    |            |
| 1236     | Neue Straße 44 | Ensemble Dreifaltigkeitskirche Harburg, bestehend aus Kirche, gemeindlichen Bauten, Turm, Hofplatz mit Freitreppe und ummauerten Gartenhöfen, erbaut 1962 (s. a. lfd. Nr. 196) | 05.10.1999 |            | Harburg                                                    |            |
| 1244     | Bauhofstraße 8, 8 b | archäologischer Kernbereich des Harburger Schlosses, Fundplatz 41, untertägige Überreste der „Horeburg“. Hinweis: Das Mietwohnhaus mit Resten der „Horeburg“ wurde bereits am 6. April 1988 unter der Nummer 865 in die Denkmalliste eingetragen. | 20.03.2000 |            | Harburg                                                    |            |
| 1295     | Hannoversche Straße 88, 100, Wilstorfer Straße 71, 79                                                                                                   | Ensemble der „Vereinigten Gummiwaren-Fabriken Harburg“, heute Phoenix AG, bestehend aus Verwaltungs-, Fabrikations- und Lagergebäuden Die Kartierung des Ensembles ist in der Denkmalliste hinterlegt. | 30.05.2001 |            | Harburg                                                    |            |
| 1307     | Hans-Fitze-Straße 4 (vorher Küchgarten 40) | 1911 errichtetes und 1930 aufgestocktes Lagergebäude des ältesten Kautschukunternehmens Deutschlands, der Firma H. Rost & Co., Balatros | 02.10.2001 |            | Harburg                                                    |            |
| 1322     | Veritaskai 1 (vorher auch 3, davor Nartenstraße 1, 3)                                                                                                   | ab 1928 erbauter Silokomplex | 13.12.2001 |            | Harburg                                                    |            |
| 1458     | Schlachthofstraße 1, 3, Großmoordamm 1 | Ensemble, ehemaliges Bundesbahnausbesserungswerk Harburg, bestehend aus den ehemaligen Hallen 1–7, dem ehemaligen Stofflager und dem Pförtnerhaus 150 | 13.01.2005 |            | Harburg                                                    |            |
| 1519     | Harburger Schloßstraße 45 | Ensemble, bestehend aus dem vermutlich vor der Mitte des 19. Jahrhunderts erbauten Vorderhaus, der rückwärtigen Bebauung, der Grundstücksbegrenzung durch Mauer und Kanalufer | 28.12.2005 |            | Harburg                                                    |            |
| 1612     | Lotsekai, südlich Zitadellenstraße 8 | 1972 gefertigter gelber Portalkran der Firma Mulch als Teil des Ensembles Harburger Binnenhafen. Hinweis: Der Ensemble-Teil Kanalplatz 6 ist seit dem 6. Mai 2008 ebenfalls unter dieser Nummer in der Denkmalliste verzeichnet. Der Hamburger Binnenhafen als Ensemble wurde am 4. März 2011 ebenfalls unter dieser Nummer in die Denkmalliste eingetragen. | 28.08.2007 |            | Harburg                                                    |            |
| 1612     | Kanalplatz 6 | um 1850 erbautes Gebäude als Teil des Ensembles Kanalplatz 6, 8, zudem Teil des Ensembles Harburger Binnenhafen. Hinweis: Der Portalkran am Lotsekai ist bereits seit dem 28. Aug. 2007 unter dieser Nummer in der Denkmalliste verzeichnet. Der Ensemble-Teil Kanalplatz 8 wurde im Rahmen der Eintragung des Harburger Binnenhafens als Ensemble am 4. Mrz. 2011 ebenfalls unter dieser Nummer in die Denkmalliste eingetragen. | 06.05.2008 |            | Harburg                                                    |            |
| 1612     | Harburger Binnenhafen: Konsul-Ritter-Straße, Dampfschiffsweg, Lotsestieg, Lotsekai, Zitadellenstraße, Bauhofstraße, Veritaskai, Kanalplatz, Blohmstraße | Ensemble Harburger Binnenhafen mit Wasserflächen und Kaianlagen, allen bebauten und unbebauten Flurstücken und Flurstücksteilen sowie mit allen Baulichkeiten, dem Straßennetz, den historischen Oberflächenbefestigungen, den Kaimauern, Harburger Holzhafen, Harburger Werfthafen, Überwinterungshafen, Harburger Hafenschleuse, Schiffgraben, Verkehrshafen, Östliche Binnengraft, Lotsekanal. Konstituierende Bestandteile sind: Holzhafenklappbrücke, Lotseklappbrücke, Reste der Alten Schleuse, Slipanlage am Harburger Werfthafen, Bauhofstraße 8, 8a, Werftkräne und Trockendock am Verkehrshafen, zwei Kräne am Lotsekai, Ensemble Kanalplatz 6 und 8 in den Grenzen, wie mit dem Bebauungsplan Harburg 67/Heimfeld 46 festgelegt Das maßgebliche Stück des Bebauungsplanes und die ihm beigegebene Begründung sind beim Staatsarchiv zur kostenfreien Einsicht für jedermann hinterlegt. Hinweis: Die Eintragungen in der Denkmalliste des Mietwohnhauses mit Resten der ehemaligen Horeburg, Bauhofstraße 8, Denkmallisten-Nummer 865 vom 6. Apr. 1988, und der Archäologische Kernbereich des Harburger Schlosses, Bauhofstraße 8, 8b, Denkmallisten-Nummer 1244 vom 20. Mrz. 2000, bleiben weiterhin bestehen und sind mit heutigem Datum ebenfalls unter der Denkmallisten-Nummer 1612 als Bestandteil des Ensembles Harburger Binnenhafen geschützt. Der Portalkran am Lotsekai, südlich Zitadellenstraße 8 wurden bereits am 28. Aug. 2007 und das Gebäude Kanalplatz 6, zudem Teil des Ensembles Kanalplatz 6, 8, wurden am 6. Mai 2008 als Teile des Ensembles Harburger Binnenhafen unter dieser Nummer in die Denkmalliste eingetragen. | 04.03.2011 |            | Harburg / Heimfeld                                         |            |
| 1651     | Bennigsenstraße 15 | Ensemble, bestehend aus dem 1898 nach Entwürfen des Bauunternehmers Emil Schröder erbauten Wohnhaus, dem Vorgarten und der eisernen Einfriedung, zudem Teil des Ensembles Bennigsenstraße 15, 17 | 11.03.2008 |            | Harburg                                                    |            |
| 1671     | Lüneburger Straße 47 | 1910 nach Plänen der Architekten Diello und Schütt erbautes dreigeschossiges Bankgebäude | 25.08.2008 |            | Harburg                                                    |            |
| 1680     | Blohmstraße 22 | Ensemble, bestehend aus der um 1880 erbauten Villa, einem ehemaligen Kaufhausspeicher sowie der Böschung am westlichen Ufer des Kaufhauskanals, wie in der Denkmalliste kartiert | 28.10.2008 |            | Harburg                                                    |            |
| 1801     | Buxtehuder Straße 35 a | 1937 erbautes ehemaliges Toilettenhäuschen mit Trinkhalle | 25.01.2010 |            | Harburg                                                    |            |
| 1859     | Hafenbezirk 2, 8, 10, 12, 14, 16, 18, 20, 22, 24, 26 | Ensemble Hafenbezirk, Siedlung für Bedienstete des Hafenbauamtes aus den 1920er Jahren, in den Grenzen, wie mit dem Bebauungsplan Harburg 67/Heimfeld 46 festgelegt Das maßgebliche Stück des Bebauungsplanes und die ihm beigegebene Begründung sind beim Staatsarchiv zur kostenfreien Einsicht für jedermann niedergelegt. | 04.03.2011 |            | Harburg                                                    |            |
| 1897     | Neue Straße 55 | 1892 errichtetes viergeschossiges Gebäude mit Durchfahrt, Innenhof und Gaststättenausstattung von 1927 | 21.03.2012 |            | Harburg                                                    |            |
| 515      | Falkenbergsweg, Neugrabener Heideweg, Scharpenbargsweg, Talweg, Falkenberg                                                                              | mehrgliedrige spätsächsische Ringwallanlage auf dem Falkenberg | 14.06.1971 |            | Hausbruch (anliegende Straßen teils zu Neugraben-Fischbek) |            |
| 1636     | Schanzengrund 28 | 1907 von dem Architekten C. Schulze erbaute Villa „Haus Stöver“ | 21.11.2007 |            | Hausbruch                                                  |            |
| 551      | Alter Postweg 30–38, Petersweg 2–6 | Ensemble aus der Friedrich-Ebert-Halle, dem Friedrich-Ebert-Gymnasium und der Staatlichen Schule Sozialpädagogik Harburg | 29.11.1973 |            | Heimfeld                                                   |            |
| 977      | Lauenbrucher Deich (vorher 12), Lauenbrucher Hauptdeich                                                                                                 | Gesamtanlage, insbesondere bestehend aus den beiden Gebäuden ohne eigene Hausnummer und der internen historischen Fabrikstraße mit Pflaster und Gleisen, belegen in dem Winkel von Lauenbrucher Deich und Lauenbrucher Hauptdeich Die Kartierung mit den Grenzen der Gesamtanlage ist in der Denkmalliste hinterlegt. | 08.10.1991 |            | Heimfeld                                                   |            |
| 1114     | Hans-Dewitz-Ring 2a-k, Heimfelder Straße (vorher Heimfelder Straße 101)                                                                                 | Treppenanlage auf dem ehemaligen Gelände der Scharnhorst-Kaserne | 21.01.1997 |            | Heimfeld                                                   |            |
| 1120     | Heimfelder Straße | Grabhügel Fundplatz 37, Teil einer Grabhügelgruppe der Bronzezeit | 14.03.1997 |            | Heimfeld                                                   |            |
| 1435     | Heimfelder Straße 47 | Ensemble, bestehend aus dem 1909 nach Plänen der Architekten Ernst und Eduard Theil errichteten Einfamilienhaus und der Vorgarteneinfriedung | 16.06.2004 |            | Heimfeld                                                   |            |
| 1452     | Woellmerstraße 1 | 1908 bis 1910 nach Plänen des Harburger Stadtbaurates Friedrich Homann erbaute (ehemalige) Mädchenschule | 29.12.2004 |            | Heimfeld                                                   |            |
| 1565     | Stader Straße 203 d | 1906 nach Plänen des Architekten Paul Schöss errichtetes Landhaus des Hamburger Großindustriellen Heinrich Christian Meyer in Hamburg-Heimfeld (Meyers Park) | 09.01.2007 |            | Heimfeld                                                   |            |
| 1571     | Vahrenwinkelweg | Grabhügel und Hochäcker, archäologische Fundplätze 54–57, 68 in Heimfeld | 12.02.2007 |            | Heimfeld                                                   |            |
| 1820     | Gerlachstraße 3 | Ensemble, bestehend aus dem 1910 nach Entwürfen der Architekten Ernst und Eduard Theil errichteten Wohnhaus mit Vorgarten und Einfriedung | 05.05.2010 |            | Heimfeld                                                   |            |
| 1828     | Alter Postweg 58 | 1910 errichtetes dreigeschossiges Wohngeschäftshaus samt Einfriedung als Teil des Ensembles Alter Postweg 55 und 58 | 21.09.2010 |            | Heimfeld                                                   |            |
| 1903     | Meyerstraße 26 | etwa 1907 als Eckgebäude errichtetes dreigeschossiges Wohngebäude als Bestandteil des Ensembles Bansenstraße 1–9, 2–8, 10 (nicht konstituierend), Heimfelder Straße 15, 17, Meyerstraße 26 | 07.06.2012 |            | Heimfeld                                                   |            |
| 1233     | Buchholzer Weg, Blättnerring | Grabhügel, Fundplatz 9 in Langenbek, mit einem Durchmesser von 12 m und einer Höhe von 2 m auf einer Anhöhe mit Buchengehölz, umgeben mit einem zu seinem Schutz zu Beginn der 90er Jahre angelegten Steinkreis aus Findlingen | 05.10.1999 |            | Langenbek                                                  |            |
| 1125     | Bremer Straße, Eißendorfer Waldweg, Vahrendorfer Stadtweg, A 261, A7                                                                                    | archäologische Fundplätze 14, 51, 53, 58, 61, 63 in Marmstorf | 24.03.1997 |            | Marmstorf                                                  |            |
| 1371     | Eißendorfer Waldweg, Vahrendorfer Stadtweg | vier Grabhügel der Bronzezeit im Eißendorfer Forst, Fundplätze 47 bis 50 in Marmstorf | 04.03.2003 |            | Marmstorf                                                  |            |
| 54       | Nehusweg | Maria-Magdalenenkirche in Moorburg | 27.02.1926 |            | Moorburg                                                   |            |
| 1799     | Moorburger Elbdeich 167–171; Moorburger Kirchdeich südlich Nummer 47                                                                                    | archäologische Fundplätze in Moorburg: Ältere Kirche St. Maria Magdalena mit Kirchhof und „Pastorenland“, Fundplatz 2 und 40, und die Moorburg, Fundplatz 1 | 12.01.2010 |            | Moorburg                                                   |            |
| 200      | Organistenweg 7 | die evangelisch-lutherische St.-Pankratius-Kirche in Hamburg-Neuenfelde | 04.06.1941 |            | Neuenfelde                                                 |            |
| 314      | Nincoper Straße 45, 45 a (früher Nincop 23) | Altländer Bauernhaus von 1777 bis 1778 und das Hoftor von 1683 in Hamburg.Neuenfelde, reetgedecktes Zweiständerhaus mit Fachwerk. Steiler Schmuckgiebel mit „Brauttür“. Prunkpforte mit Inschrift: „ora et labora deus aderit sine mora“ (Bete und arbeite und Gott wird mit dir sein) | 26.11.1943 |            | Neuenfelde                                                 |            |
| 315      | Stellmacherstraße 9 | das reetgedeckte Altländer Bauernhaus mit Hoftor (1619) in Hamburg-Neuenfelde | 26.11.1943 |            | Neuenfelde                                                 |            |
| 316      | Neuenfelder Fährdeich 145 | Altländer Hoftor von 1747 | 26.11.1943 | 03.06.1953 | Neuenfelde                                                 |            |
| 316      | Neuenfelder Fährdeich 145 | das Altländer Bauernhaus | 26.11.1943 | 03.06.1953 | Neuenfelde                                                 |            |
| 362      | Stellmacherstraße 14 ehemals Nincop Nummer 77 | Bauernhaus, Fachwerkgebäude mit Reetdach | 18.09.1947 |            | Neuenfelde                                                 |            |
| 376      | Vierzigstücken 65 (ehemals Nummer 9) | der Giebel des Bauernhauses | 01.11.1948 | 28.08.1963 | Neuenfelde                                                 |            |
| 571      | Rosengarten, Hasselwerder Straße, Vierzigstücken, Hohenwischer Straße                                                                                   | Abschnitte des Ringdeiches Rosengarten in Neuenfelde bzw. des Deiches der III. Meile Alten Landes, hier: Gemarkung Francop Flurstücke 436, 437, 438, 439, 440, 441, 442, 2043 bis 2048 (vorher 306, später 1566, danach 1729, dann 1987), 1056 bis 1060, 1087, Gemarkung Hasselwerder Flurstücke 422, 423, 424, 425, 426, zwei Teilstücke von 2722 (vorher 384). Beschreibung der Teilstücke: Südwestliches Teilstück (Auffahrt), das im Süden durch die Hasselwerder Straße, im Westen durch das Flurstück 1604, im Osten durch das Flurstück 1603, im Norden durch die Flurstücke 2812 und 2930 sowie 2931 (vorher 427, später 2545, auch 2813), 2788 und 2789 sowie 2996 (vorher 1573, auch 2787), 219 sowie einer gedachten Verbindungslinie zwischen dem südöstlichen Eckpunkt des Flurstücks 219 und dem südwestlichen Endpunkt des Flurstücks 2033 (vorher 385) begrenzt ist. Südöstliches Teilstück (Auffahrt), das im Süden durch die Hasselwerder Straße, im Westen durch das Flurstück 1603, im Osten durch das Flurstück 2672 (vorher 724), im Norden durch eine gedachte Linie zwischen dem nordwestlichen Eckpunkt des Flurstücks 2672 (vorher 724) und dem südöstlichen Eckpunkt des Flurstücks 2800 und 2802 sowie 2875 (vorher 385, später 2570, auch 2001) begrenzt wird. Gemarkung Hasselwerder weitere Flurstücke 421, 712, 2672 (vorher 724), Gemarkung Nincop Flurstück 1494 (vorher 719, später 1317). Hinweis: Flurstück 1603 der Gemarkung Hasselwerder wurde am 26. Oktober 1977 unter der Denkmallisten-Nummer 571 eingetragen, am 14. Dezember 1977 aus der Denkmalliste gelöscht, wieder eingetragen am 10. Mai 1994 (Denkmallisten-Nummer 1041). Die übrigen Abschnitte der beiden Deiche sind seit dem 13. Januar 1978 (Denkmallisten-Nummer 575) in der Denkmalliste verzeichnet, außerdem die ehemalige Mühle, Hasselwerder Straße 40, seit dem 20. Januar 1992 (Denkmallisten-Nummer 986). | 26.10.1977 |            | Neuenfelde                                                 |            |
| 575      | Rosengarten, Hasselwerder Straße, Vierzigstücken, Hohenwischer Straße                                                                                   | Abschnitte des Ringdeiches Rosengarten in Neuenfelde bzw. des Deiches der III. Meile Alten Landes, hier: Gemarkung Hasselwerder Flurstücke 1530, 2788 und 2789 (vorher 1573, später 2787), 2996 (vorher 1486), 1572, 1498, 2033 (vorher 385), 2034 (vorher 385), 2802 (vorher 385, später 2570), 2800 (vorher 385, später 2570), 441, 2875 (vorher 385, später 2570, danach 2801). Hinweis: Flurstück 1603 der Gemarkung Hasselwerder wurde am 26. Oktober 1977 unter Denkmallisten-Nummer 571 eingetragen, am 14. Dezember 1977 aus der Denkmalliste gelöscht, wieder eingetragen am 10. Mai 1994 (Denkmallisten-Nummer 1041). Die übrigen Abschnitte der beiden Deiche sind seit dem 26. Oktober 1977 (Denkmallisten-Nummer 571) in der Denkmalliste verzeichnet, außerdem die ehemalige Mühle, Hasselwerder Straße 40, seit dem 20. Januar 1992 (Denkmallisten-Nummer 986). | 13.01.1978 |            | Neuenfelde                                                 |            |
| 986      | Hasselwerder Straße 40 (vorher 43 a) | ehemaliges Mühlengebäude von Hasselwerder, heute Neuenfelde, von 1929 mit Sockelgeschoss von 1869. Hinweis: Das Grundstück (Flurstück 712) wurde bereits am 26. Oktober 1977 unter der Nummer 571 „Abschnitte des Ringdeiches Rosengarten in Neuenfelde bzw. des Deiches der III. Meile Alten Landes“ in die Denkmalliste eingetragen. Die übrigen Abschnitte der beiden Deiche sind seit dem 26. Oktober 1977 (Nummer 571) und 13. Januar 1978 (Nummer 575) sowie 10. Mai 1994 (Nummer 1041) in der Denkmalliste verzeichnet. | 20.01.1992 |            | Neuenfelde                                                 |            |
| 1041     | Rosengarten, Hasselwerder Straße, Vierzigstücken, Hohenwischer Straße                                                                                   | Abschnitt des Ringdeiches Rosengarten in Neuenfelde bzw. des Deiches der III. Meile Alten Landes, hier: Gemarkung Hasselwerder Flurstück 1603. Hinweis: Die übrigen Abschnitte der beiden Deiche sind bereits seit dem 26. Oktober 1977 (Denkmallisten-Nummer 571) und 13. Januar 1978 (Denkmallisten-Nummer 575) in der Denkmalliste verzeichnet, außerdem die ehemalige Mühle, Hasselwerder Straße 40, seit dem 20. Januar 1992 (Denkmallisten-Nummer 986). | 10.05.1994 |            | Neuenfelde                                                 |            |
| 1068     | Nincoper Straße 160 | reetgedecktes Wohnwirtschaftsgebäude aus der ersten Hälfte des 19. Jahrhunderts, sogenanntes Hufnerhaus | 11.12.1995 |            | Neuenfelde                                                 |            |
| 482      | Francoper Straße 45 | Bauernhaus, Äußeres und Reetdach als eigenständiges Baudenkmal und darüber hinaus als Bestandteil der Gesamtanlage Francoper Straße 45–57 und 50–64, Denkmallisten-Nummer 921 vom 9. März 1990. Hinweis: Aus Gründen der Übersichtlichkeit wird diese Eintragung unter der Denkmallisten-Nummer 921 geführt. | 17.03.1960 |            | Neugraben-Fischbek                                         |            |
| 483      | Francoper Straße 51 | Bauernhaus und die beiden Scheunen an der Straße, Äußeres und Reetdach als eigenständige Baudenkmäler und darüber hinaus als Bestandteil der Gesamtanlage Francoper Straße 45–57 und 50–64, Denkmallisten-Nummer 921 vom 9. März 1990. Hinweis: Aus Gründen der Übersichtlichkeit wird diese Eintragung unter der Denkmallisten-Nummer 921 geführt. | 17.03.1960 |            | Neugraben-Fischbek                                         |            |
| 484      | Francoper Straße 53 | Kate, Äußeres und Reetdach als eigenständiges Baudenkmal und darüber hinaus als Bestandteil der Gesamtanlage Francoper Straße 45–57 und 50–64, DenkmallisteNummer 921 vom 9. März 1990. Hinweis: Aus Gründen der Übersichtlichkeit wird diese Eintragung unter der Denkmallisten-Nummer 921 geführt. 57 | 17.03.1960 |            | Neugraben-Fischbek                                         |            |
| 485      | Francoper Straße 54 | Bauernhaus und Scheune, Äußeres und Reetdach, sowie Findlingsmauer als eigenständige Baudenkmäler und darüber hinaus als Bestandteil der Gesamtanlage Francoper Straße 45–57 und 50–64, Denkmallisten-Nummer 921 vom 9. März 1990. Hinweis: Aus Gründen der Übersichtlichkeit wird diese Eintragung unter der Denkmallisten-Nummer 921 geführt. | 17.03.1960 |            | Neugraben-Fischbek                                         |            |
| 486      | Francoper Straße 55 | Bauernhaus mit links gelegener Durchfahrtsscheune, Äußeres und Reetdach als eigenständige Baudenkmäler und darüber hinaus als Bestandteil der Gesamtanlage Francoper Straße 45–57 und 50–64, Denkmallisten-Nummer 921 vom 9. März 1990. Hinweis: Aus Gründen der Übersichtlichkeit wird diese Eintragung unter der Denkmallisten-Nummer 921 geführt. | 17.03.1960 |            | Neugraben-Fischbek                                         |            |
| 487      | Francoper Straße 60 | Bauernhaus mit rechts gelegener Durchfahrtsscheune, Äußeres und Reetdach, sowie Findlingsmauer als eigenständige Baudenkmäler und darüber hinaus als Bestandteil der Gesamtanlage Francoper Straße 45–57 und 50–64, Denkmallisten-Nummer 921 vom 9. März 1990. Hinweis: Aus Gründen der Übersichtlichkeit wird diese Eintragung unter der Denkmallisten-Nummer 921 geführt. | 17.03.1960 |            | Neugraben-Fischbek                                         |            |
| 488      | Francoper Straße 63 | Bauernhaus mit südlich gelegener Scheune, Äußeres und Reetdach als eigenständige Baudenkmäler und darüber hinaus als Bestandteil der Gesamtanlage Francoper Straße 63, Denkmallisten-Nummer 924 vom 9. März 1990. Hinweis: Aus Gründen der Übersichtlichkeit werden beide Eintragungen unter der Denkmallisten-Nummer 924 geführt. | 17.03.1960 |            | Neugraben-Fischbek                                         |            |
| 656      | Francoper Straße 52 | reetgedeckte Kate als eigenständiges Baudenkmal und darüber hinaus als Bestandteil der Gesamtanlage Francoper Straße 45–57 und 50–64, DenkmallisteNummer 921 vom 9. März 1990. Hinweis: Aus Gründen der Übersichtlichkeit wird diese Eintragung unter der Denkmallisten-Nummer 921 geführt. | 04.05.1982 |            | Neugraben-Fischbek                                         |            |
| 921      | Francoper Straße 45–57 und 50–64 | Gesamtanlage mit ihren Haupthäusern, Katen, Wirtschaftsgebäuden, den Freiflächen und Einfriedungen meist aus Findlingsmauern einschließlich eines Teilstücks der Straße Francoper Straße in den Grenzen, wie sie mit dem Bebauungsplan Neugraben-Fischbek 44 vom 27. Februar 1990 festgelegt sind Das maßgebliche Stück des Bebauungsplans und die ihm beigegebene Begründung sind beim Staatsarchiv zu kostenfreier Einsicht für jedermann niedergelegt. Hinweise: Das Bauernhaus Francoper Straße 45, Äußeres und Reetdach, wurde bereits am 17. März 1960 unter der Nummer 482 in die Denkmalliste eingetragen. Das Bauernhaus Francoper Straße 51 und die beiden Scheunen an der Straße, Äußeres und Reetdach, wurden bereits am 17. März 1960 unter der Nummer 483 in die Denkmalliste eingetragen. Die Kate Francoper Straße 53, Äußeres und Reetdach, wurde bereits am 17. März 1960 unter der Nummer 484 in die Denkmalliste eingetragen. Das Bauernhaus Francoper Straße 54 und die Scheune, Äußeres und Reetdach, sowie die Findlingsmauer wurden bereits am 17. März 1960 unter der Nummer 485 in die Denkmalliste eingetragen. Das Bauernhaus Francoper Straße 55 mit links gelegener Durchfahrtsscheune, Äußeres und Reetdach, wurde bereits am 17. März 1960 unter der Nummer 486 in die Denkmalliste eingetragen. Das Bauernhaus Francoper Straße 60 mit rechts gelegener Durchfahrtsscheune, Äußeres und Reetdach, sowie Findlingsmauer wurden bereits am 17. März 1960 unter der Nummer 487 in die Denkmalliste eingetragen. Die reetgedeckte Kate Francoper Straße 52 wurde bereits am 4. Mai 1982 unter der Nummer 656 in die Denkmalliste eingetragen. Alle diese alten Eintragungen (Denkmallisten-Nummer 482–487 und 656) wurden auf die neue Denkmallisten-Nummer 921 übertragen. | 09.03.1990 |            | Neugraben-Fischbek                                         |            |
| 922      | Dierksstegel 2 | der östliche Teil des Flurstücks 5824 der Gemarkung Fischbek einschließlich Scheidebach als Umgebung der Gesamtanlage Francoper Straße 45–57 und 5064, wie mit dem Bebauungsplan Neugraben-Fischbek 44 vom 27. Februar 1990 festgelegt Das maßgebliche Stück des Bebauungsplans und die ihm beigegebene Begründung sind beim Staatsarchiv zu kostenfreier Einsicht für jedermann niedergelegt. | 09.03.1990 |            | Neugraben-Fischbek                                         |            |
| 923      | Francoper Straße 48, 48 a | Gesamtanlage, insbesondere bestehend aus dem Wohnhaus, dem Gartenhaus, dem reetgedeckten Holzpavillon, den Freiflächen und der Feldstein-Einfassungsmauer, wie mit dem Bebauungsplan Neugraben-Fischbek 44 vom 27. Februar 1990 festgelegt Das maßgebliche Stück des Bebauungsplans und die ihm beigegebene Begründung sind beim Staatsarchiv zu kostenfreier Einsicht für jedermann niedergelegt. | 09.03.1990 |            | Neugraben-Fischbek                                         |            |
| 924      | Francoper Straße 63 | Gesamtanlage, insbesondere bestehend aus den beiden geschützten eigenständigen Kulturdenkmälern, dem Haupthaus mit Fachwerk und Halbwalm-Reetdach von 1770 und der südlich gelegenen reetgedeckten Scheune mit Fachwerk, sowie der rückwärtigen Stallscheune von 1934, den weiteren Nebengebäuden, dem Großbaumbestand einschließlich der Freiflächen sowie der Findlingsmauer, wie mit dem Bebauungsplan Neugraben-Fischbek 44 vom 27. Februar 1990 festgelegt Das maßgebliche Stück des Bebauungsplans und die ihm beigegebene Begründung sind beim Staatsarchiv zu kostenfreier Einsicht für jedermann niedergelegt. Hinweis: Das Bauernhaus mit südlich gelegener Scheune, Äußeres und Reetdach ist bereits seit dem 17. März 1960 in die Denkmalliste eingetragen. Diese alte Eintragung (DenkmallisteNummer 488) wurde auf die neue Denkmallisten-Nummer 924 übertragen. | 09.03.1990 |            | Neugraben-Fischbek                                         |            |
| 925      | Francoper Straße 76 | Gesamtanlage, insbesondere bestehend aus dem 1928 in Backstein-Vollmauerwerk erbauten giebelständigen Wohnwirtschaftshaus, dem giebelständigen Stallgebäude und der Einfriedung aus behauenen und vermörtelten Feldsteinen einschließlich der Freiflächen, wie mit dem Bebauungsplan Neugraben-Fischbek 44 vom 27. Februar 1990 festgelegt Das maßgebliche Stück des Bebauungsplans und die ihm beigegebene Begründung sind beim Staatsarchiv zu kostenfreier Einsicht für jedermann niedergelegt. | 09.03.1990 |            | Neugraben-Fischbek                                         |            |
| 926      | Francoper Straße 67, 82 und 84 | Gebäudegruppe, bestehend aus dem im ersten siedlungsgeschichtlichen Höhepunkt errichteten reetgedeckten Vollhöfnerhaus Albers Hus, Francoper Straße 67, mit der reetgedeckten aus dem Ende des 18. Jahrhunderts stammenden Häuslingskate bzw. dem Altenteilerhaus Francoper Straße 84 und dem für die kleinbäuerliche Nachsiedelung des 18./19. Jahrhunderts stehenden, noch Wohnen und Wirtschaften vereinenden, reetgedeckten Kleinbauernhaus Francoper Straße 82, das in der zweiten Hälfte des 19. Jahrhunderts in typischer Backsteinmanier der Hannoverschen Bauschule errichtet wurde, und als deren Umgebung die unmittelbar angrenzenden Flächen, wie mit dem Bebauungsplan Neugraben-Fischbek 44 vom 27. Februar 1990 festgelegt. Das maßgebliche Stück des Bebauungsplans und die ihm beigegebene Begründung sind beim Staatsarchiv zu kostenfreier Einsicht für jedermann niedergelegt. | 09.03.1990 |            | Neugraben-Fischbek                                         |            |
| 1000     | Ulenflucht 4 | Fachwerkkate von 1768 mit Reetdach | 23.11.1992 |            | Neugraben-Fischbek                                         |            |
| 1145     | Im Neugrabener Dorf 45 | Gesamtanlage, bestehend aus dem Haupthaus, der Scheune, der Heckeneinfriedung, den Freiflächen sowie dem von der Hofanlage genutzten Sandweg. Die Kartierung mit den Grenzen der Gesamtanlage ist in der Denkmalliste hinterlegt. | 12.09.1997 |            | Neugraben-Fischbek                                         |            |
| 1245     | Cuxhavener Straße hinter 547 a-e | vorgeschichtlicher Grabhügel, Fundplatz 11, mit einem Durchmesser von 16 m und einer Höhe von 0,60 m | 20.03.2000 |            | Neugraben-Fischbek                                         |            |
| 1470     | Wettloop | bronzezeitlicher Grabhügel, Fundplatz 18 in Fischbek | 26.04.2005 |            | Neugraben-Fischbek                                         |            |
| 1471     | Wettloop, Stadtweg | bronzezeitliches Langhügelgrab und jungstein- und bronzezeitliche Grabhügelgruppe, Fundplätze 9 und 21–23 in Fischbek | 26.04.2005 |            | Neugraben-Fischbek                                         |            |
| 1474     | Fischbeker Heideweg | Grabhügel, Fundplatz 54 in Hamburg-Fischbek | 31.05.2005 |            | Neugraben-Fischbek                                         |            |
| 1476     | Wettloop 22 a, 24, 25, 26, Igelgrund 2 | vier Grabhügel, Fundplätze 14–17 in Fischbek | 16.06.2005 |            | Neugraben-Fischbek                                         |            |
| 1478     | Stadtweg | 13 Grabhügel, Fundplätze 6, 28, 45–52, 67, 71–72 in Fischbek | 02.08.2005 |            | Neugraben-Fischbek                                         |            |
| 1485     | Stadtweg | zwei Grabhügel, Fundplätze 30, 31 in Fischbek | 12.09.2005 |            | Neugraben-Fischbek                                         |            |
| 1486     | westlich Fischbektal, Im Ehmenthöme, westlich Stadtweg                                                                                                  | sieben Grabhügel, Fundplätze 32–38 in Fischbek | 12.09.2005 |            | Neugraben-Fischbek                                         |            |
| 1487     | Stadtweg | vier Grabhügel, Fundplätze 39–42 in Fischbek | 12.09.2005 |            | Neugraben-Fischbek                                         |            |
| 1488     | Stadtweg | Grabhügel, Fundplatz 44 in Fischbek | 12.09.2005 |            | Neugraben-Fischbek                                         |            |
| 1489     | Stadtweg | Grabhügel, Fundplatz 53 in Fischbek | 12.09.2005 |            | Neugraben-Fischbek                                         |            |
| 1511     | An der Dannenkuhle, südlich Stadtweg | vier Grabhügel, Fundplätze 25–27, 29 in Fischbek | 22.11.2005 |            | Neugraben-Fischbek                                         |            |
| 222      | Küstersweg | die Rönneburg „Burgberg“ zu Rönneburg bei Hamburg-Harburg | 04.06.1941 |            | Rönneburg                                                  |            |
| 149      | Sinstorfer Kirchweg 20 | die evangelisch-lutherische Kirche in Hamburg-Sinstorf. Kirchengebäude mit Innenausstattung, insbesondere Kanzel, Altar, Bildwerk und Plastiken, nebst freistehendem, hölzernen Glockenturm. Feldsteinkirche aus der 2. Hälfte des 12. Jahrhunderts (?), Teile der Nordwand evtl. schon früher. Beim Umbau 1906 traten Reste eines romanischen Feldsteinturmes (Mitte 12. Jahrhundert ?) im mittleren Teil der Westwand zutage. Vor der alten Feldsteinwand neue Vorhalle und Haupteingang im neuen gotischen Stil 1906/07. Ostwand im oberen Teil in Backstein mit gotischen Blendnischen (14. Jahrhundert). Chorerweiterung mit Dachreiter von 1698. Pfannengedecktes Satteldach. Hinweis: Die Umgebung der Kirche wurde am 16. Februar 1973 unter der Nummer 529 in die Denkmalliste eingetragen. Das Ensemble Sinstorfer Kirche mit Kirche und Kirchturm, Kirchhof mit Grabsteinen, Stützmauer, Treppenanlage, Denkmal, Küster- und Schulhaus, altem Gemeinde- und Pfarrhaus sowie Kleintierstall, Baumbestand und den Rasen- und Wiesenflächen wurde am 5. Januar 2004 unter der Nummer 1410 in die Denkmalliste eingetragen. | 24.01.1940 |            | Sinstorf                                                   |            |
| 529      | Sinstorfer Kirchweg 19, 20, 21, 23 | Gebäude und Grundstücke als Umgebung der unter Schutz stehenden Kirche. Hinweis: Die evangelisch-lutherische Kirche wurde bereits am 24. Januar 1940 unter der Nummer 149 in die Denkmalliste eingetragen. Das Ensemble Sinstorfer Kirche mit Kirche und Turm, Kirchhof mit Grabsteinen, Stützmauer, Treppenanlage, Denkmal, Küster- und Schulhaus, altem Gemeinde- und Pfarrhaus sowie Kleintierstall, Baumbestand und Rasen- und Wiesenflächen wurde am 5. Januar 2004 unter der Nummer 1410 in die Denkmalliste eingetragen. | 16.02.1973 |            | Sinstorf                                                   |            |
| 1402     | Sinstorfer Kirchweg südwestlich Nummer 8 | Ensemble, bestehend aus dem 1903 erbauten Spritzenhaus in Backsteinausführung mit kleinem Turm und Satteldach und einem Kriegerdenkmal für die Gefallenen des Ersten Weltkrieges | 12.11.2003 |            | Sinstorf                                                   |            |
| 1403     | Sinstorfer Kirchweg 2 | 1907 erbautes Schulgebäude | 12.11.2003 |            | Sinstorf                                                   |            |
| 1410     | Sinstorfer Kirchweg 19, 20, 21 | Ensemble Sinstorfer Kirche, bestehend aus der Kirche, Sinstorfer Kirchweg 20, mit Kirchturm, Kirchhof/Friedhof mit Grabsteinen, Stützmauer, Treppenanlage als Zuwegung zur Kirche, Denkmal, den reetgedeckten Gebäuden des Küster- und Schulhauses, Sinstorfer Kirchweg 19, des alten Gemeinde- und Pfarrhauses, Sinstorfer Kirchweg 21, sowie des Kleintierstalls, dem Baumbestand, den Rasen- und Wiesenflächen. Hinweis: Die Eintragung in die Denkmalliste vom 24. Januar 1940 der evangelisch-lutherischen Kirche Sinstorf unter der Nummer 149 sowie die Eintragung vom 16. Februar 1973 der Umgebung der Kirche unter der Nummer 529 bleiben weiterhin bestehen. | 05.01.2004 |            | Sinstorf                                                   |            |
| 1429     | Winsener Straße 218, 220, 220 a, 220 b | Ensemble „Gut Hastedt“, ca. Anfang des 20. Jahrhunderts erbaut, bestehend aus der gepflasterten Einfahrt des Grundstücks, dem Landhaus, dem ehemaligen Verwalterhaus, landwirtschaftlichen Nebengebäuden und dem ehemaligen Gärtnerhaus Die Kartierung ist in der Denkmalliste hinterlegt. | 18.05.2004 |            | Sinstorf                                                   |            |
| 734      | Radickestraße 31 | Gesamtanlage bestehend aus dem Gebäude im Stil des Neuen Bauens von 1929/30 (Architekten Dyrssen & Averhoff) und dem umgebenden ehemaligen Hausgarten Die Kartierung mit den Grenzen der Gesamtanlage ist in der Denkmalliste hinterlegt. | 11.09.1984 |            | Wilstorf                                                   |            |
| 1459     | Rönneburger Straße, Ecke Schneverdinger Weg | 1941 erbauter Rundbunker | 19.01.2005 |            | Wilstorf                                                   |            |
| 1647     | Winsener Straße 27, Reeseberg 8 | Ensemble, bestehend aus der 1913 nach Plänen des Regierungs- und Baurats Rudolf Claren errichteten Katholischen Kirche und dem etwa zeitgleich errichteten Stiftsgebäude | 04.03.2008 |            | Wilstorf                                                   |            |
| 1864     | Winsener Straße 30, 32 | Ensemble, etwa 1875 entstandene Arbeiterwohnungsbauten | 14.04.2011 |            | Wilstorf                                                   |            |